# Temporary Slavery Commission

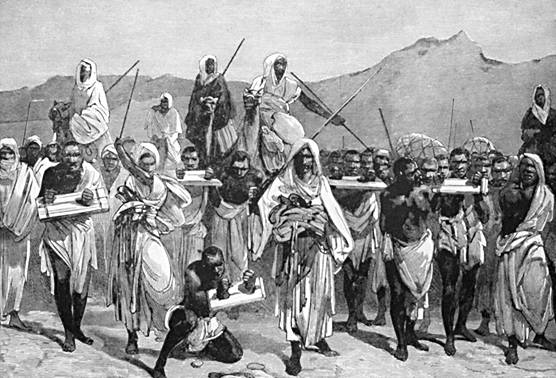
19th-century engraving depicting an Arab slave trading caravan transporting black African slaves across the Sahara to North Africa.

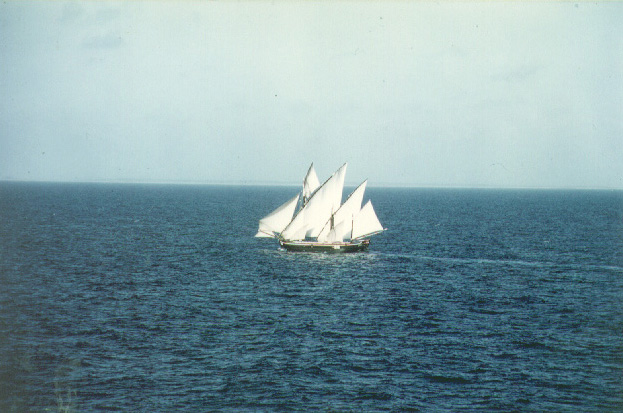
Gods och slavar transporterades med dhower.

Temporary Slavery Commission (TSC) var en kommitté hos Nationernas förbund (NF), bildad 1924. Dess syfte var att undersöka förekomsten av slaveri och slavhandel. 
TSC följde på Brussels Anti-Slavery Conference 1889–90, som hade infört Brussels Conference Act of 1890. Det var Förenta Nationernas första officiella internationella utredning av förekomsten av slaveri och slavhandel, och dess utredning, som lämnades in 1925, låg till grund för 1926 Slavery Convention. 

## Bakgrund och grundande
Under 1922-1923 hade Nationernas förbund företagit en global undersökning om slaveri genom att fråga alla regeringar om information om slaveri. Detta hade resulterat i rapporter från privata organisationer som brittiska Anti-Slavery Society och schweiziska Bureau international pour la défense des indigènes (International Bureau for the Defense of the Native Races, BIDI). 
Rapporterna hade i december 1923 tydliggjort den dåvarande situationen med slaveri i Arabien, Sudan och Tanganyika, och illegal trafficking och tvångsarbete i det franska kolonierna, Sydafrika, Moçambique och Latinamerika. 
Problemet var att dessa rapporter inte ledde någonstans, eftersom regeringar och koloniala myndigheter inte accepterade att information från privata organisationer skulle betraktas som officiell information av NF. I december 1923 sände NF ut ett frågeformulär till ett antal regeringar, de flesta västerländska, som alla uppgav att slaveri antingen hade avskaffats eller aldrig existerat. NF såg därför en anledning att bilda en formell kommission för att hantera frågan. 

## Verksamhet
Sommaren 1924 sammanträdde Temporary Slavery Commission (TSC) bestående av åtta experter. TSC skulle undersöka förekomsten av slaveri och slavhandel och verka för att avskaffa det. En av frågorna var en formell definition av slaveri. 
Vid denna tidpunkt var slaveri fortsatt lagligt på den arabiska halvön, som försågs med slavar genom slavhandeln på röda havet och slavhandeln på indiska oceanen. Den trans-sahariska slavhandeln förekom fortfarande. 
TSC avslutade sitt arbete och upplöstes efter att den 25 juli 1925 ha lämnat in sin utredning till NF. Rapporten rekommenderade att lagligt slaveri och slavhandel skulle förbjudas; att all slavhandel via sjövägen skulle definieras som sjöröveri; att förrymda slavar skulle skyddas, slavräder och slavhandel kriminaliseras och straffarbete förbjudas, och att en konvention borde utarbetas för att förbjuda alla lagliga former av slaveri.

## Efterspel
Arbetet ledde vidare till utarbetandet av 1926 Slavery Convention, som stöddes av Anti Slavery Society.
Traktatet riktade sig vid denna tid främst mot den då pågående slavhandeln på Arabiska halvön, och utgjorde incitament för britterna att slutgiltigt säkerställa att inga former av slaveri längre förekom någonstans i det brittiska imperiet eller de brittiska protektoraten. 
NF bildade 1932 Committe of Experts on Slavery för att undersöka efterlevnaden av konventionen.